# Capable-to-promise
Capable-to-promise (CTP) bezeichnet einen Prozess der globalen Verfügbarkeitsprüfung, mit dem Liefertermine gegen die verfügbare Kapazität und die Bestände zugesagt werden können. Dahinter steht die betriebswirtschaftliche Fragestellung, ob eine bestimmte Menge eines Produkts zu einem gewünschten Bedarfstermin zur Verfügung stehen wird. Im Gegensatz zu Available-to-Promise wird zur Beantwortung dieser Frage nicht nur der voraussichtlich verfügbare Lagerbestand herangezogen, sondern es werden als zusätzliche Quellen der Bedarfsdeckung auch Produktionskapazitäten und externe Lieferanten betrachtet. Es können aber auch mehrere Produktionsstätten oder Distributionskanäle betrachtet werden.
Bei einem Capable-to-promise-Ansatz kann ein finites Planungsmodell verwendet werden, um den voraussichtlichen Liefertermin zu ermitteln. Dabei werden die Beschränkungen in der Lieferkette berücksichtigt, die die Produktion der Ware beeinflussen, beispielsweise die Verfügbarkeit von Ressourcen, Beschaffungszeiten für Rohmaterial oder vorgelagerte Baugruppen. Der zugesagte Liefertermin berücksichtigt sowohl die aktuell verfügbaren Produktionskapazitäten als auch zukünftige Lieferverpflichtungen. Das Ziel von CTP ist die Reduktion der Zeit, die mit dem Umplanen und dem Behandeln von Problemfällen aufgrund von unzuverlässigen Lieferterminen verbracht wird.